# Ґодзілла 2000: Міленіум
«Ґодзілла 2000: Міленіум» (яп. ゴジラ2000ミレニアム) — японський фантастичний кайдзю-фільм 1999 року режисера Такао Окавари. Це двадцять третій фільм про гігантського динозавра Ґодзіллу і перший і єдиний про Оргу. Це останній фільм у франшизі, який режисерував Такао Окавара. Також це останній фільм про Ґодзіллу, який показувався в кінотеатрах Північної Америки (до виходу фільму 2014 року). В Японії фільм вийшов в прокат 11 грудня 1999 року, в США і Канаді — 18 серпня 2000 року. Реліз фільму на DVD відбувся 26 грудня 2000 року. Починаючи з цього фільму починається третя епоха серії фільмів про Ґодзіллу — Міленіум.

## Сюжет
На початку фільму сейсмолог Юдзі Сіноду зі своєю дочкою Іє і журналісткою Юкі після досліджень на березі їдуть на машині додому. Раптом їх атакує Ґодзілла. Їм вдається втекти, але з цього дня вони вирішують досліджувати Ґодзіллу. Тим часом інопланетна скеля віком 70 млн років сама піднімається з дна океану. Ґодзілла наближається до атомних електростанцій в Токіо, щоб набратися енергію. Юдзі спостерігає за цим, а армія атакує Ґодзіллу. Раптом інопланетна скеля нападає на Ґодзіллу та стріляє в нього енергетичним потоком. Ґодзілла відпливає в океан, а начальник Департаменту надзвичайних ситуацій Катагірі вирішує вивчати скелю, яка після бою з Ґодзіллою продовжує висіти у повітрі. Катагірі дозволяє Юдзі використовувати обладнання Департаменту для пошуків Ґодзілли. В ході досліджень тканин Ґодзілли Юдзі та професор Міясака виявлють, що клітини Ґодзілли вміють дуже швидко регенеруватися. Юдзі називає цей процес Органайзер G-1.
Пізніше зі скелі злізає жорстка оболонка, і вона стає схожою на НЛО. Вона прилітає в Токіо і зчитує інформацію зі всіх комп'ютерів. Катагірі наказує підірвати будівлю, на якій знаходиться скеля, а Юкі тим часом проникає в неї. Юкі підключається до комп'ютерів і стає зрозуміло, що прибулець хоче змінити атмосферу Землі, після чого почнеться нова ера Міленіум. Прибулець цікавиться Ґодзіллою, оскільки той має здатність регенеруватися. Юкі повідомляє про це Юдзі. Юдзі з Іє приїжджають до Юкі, і всі троє встигають завантажити інформацію з комп'ютерів до вибуху.
З'являється Ґодзілла і нападає на прибульця. Той, отримавши ДНК Ґодзілли, перетворюється в схожого на нього монстра — Оргу. Починається битва, під час якої Орга мало не заковтує Ґодзіллу, але той за допомогою атомного променя вбиває її. Ґодзілла починає руйнувати місто і направляється до будівлі, на якій знаходились Юдзі, Іє, Юкі, Катагірі та Міясака. Всі, крім Катагірі, втікають, а Катагірі залишається і непорушно дивитися на Ґодзіллу. Ґодзілла руйнує частину будинку, на якій стояв Катагірі, і той помирає. Ґодзілла продовжує руйнувати місто.

## Кайдзю
- Ґодзілла
- Міленіан/Орга

## В ролях
- Такехіро Мурата — Юдзі Сінода: Біолог та сейсмолог, колишній викладач цих наук в університеті. Після того, як на нього напав Ґодзілла, вирішує зайнятися його детальним вивченням. Часто, незважаючи на небезпеку, Юдзі дуже близько наближається до чудовиська.
- Наомі Нісіда — Юкі Іхіносе: Журналістка. Спочатку не хотіла співпрацювати з Юдзі та його дочкою, тому що вважала їх роботу непотрібною, але не залишила обох в біді.
- Хіросі Абе — Міцуо Катагірі: Керівник Департаменту надзвичайних ситуацій. Займався вивченням незвичайної скелі. Прийняв на себе керування силами самооборони, коли Ґодзілла з'явився на узбережжі, а в Токіо з'явилася Орга. Завжди діє згідно зі своїми планами, навіть не зважаючи на те, що вони не завжди можуть привести до очікуваного результату. Був вбитий Ґодзіллою в кінці фільму.
- Сіро Сано — Сіро Місаяка: Підлеглий Катагірі. Завжди допомагав Юдзі, тому що давно був з ним знайомий. Побачивши жахливі плани свого шефа, перестав беззаперечно його слухатися.
- Маю Судзукі — Ійо Сінода: Дочка Юдзі. Завжди цікавиться роботою свого батька і завжди слідує за ним.
- Цутомю Кітагава — Ґодзілла: Динозавроподібний ящір зростом більш ніж 50 метрів у висоту. Вперше з'явився в 1954 році. Має здатність швидко регенеруватися. В цьому і наступному фільмі Ґодзілла вивергає жовтий атомний промінь (а не синій, як в попередніх фільмах).
- Макото Іто — Міленіан/Орга: Інопланетянин, пролежавший 70 млн років на дні океану. Спочатку його корабель був схожий на скелю, але під дією сонячних променів став робочим і відправився в Токіо в пошуках електронної інформації. Відчував високу життєздатність клітин Ґодзілли, тому за допомогою клітин Ґодзілли перетворився в монстра Оргу та пробував стати його клоном.

## Виробництво
Як і у випадку з фільмом «Терор Мехаґодзілли», Toho не збиралися припиняти випуск фільмів про Ґодзіллу. Перерву було взято в зв'язку з тим, що на той момент в США компанія TriStar готувалася випустити свою серію фільмів про Ґодзіллу, а Toho планували відновити роботу в 2004 році (до 50-річчя). Однак через те, що фільм 1998 року був негативно сприйнятий фанатами, Toho вирішили не чекати до 2004 року. Фільм «Ґодзілла 2000: Міленіум» пов'язаний лише з оригінальним фільмом. Він ігнорує події всіх попередніх фільмів. Хоча фанати часто вважають, що Ґодзілла з цього фільму — дорослий Ґодзілла молодший з фільмів епохи Хейсей, ця інформація не була підтверджена. Також інші фанати вважають, що у цьому фільмі показане виживше потомство з фільму 1998, яке було показане наприкінці фільму, але це неправда. Насправді виживже потомство пізніше було показане у мультсеріалі «Ґодзілла» 1998 року.
«Ґодзілла 2000: Міленіум» став першим фільмом з часів фільму «Повернення Ґодзілли», але останнім фільмом у франшизі (до виходу фільму 2014 року), який показувався в кінотеатрах Північної Америки. Наступні фільми епохи Міленіум були показані за кордоном відразу по телебаченню.
Бюджет фільму за різними оцінками складав від $8 млн до $13 млн. У японському прокаті фільм зібрав близько $15 млн, а в Північній Америці — трохи більше $10 млн.
Актор Цутомі Кітагава грав Ґодзіллу у всіх наступних фільмах епохи Міленіум крім «Ґодзілла, Мотра, Кінг Гідора: Монстри атакують».

## Відсилання до інших фільмів
- У фільмі є кілька відсилань до першого американського фільму: перша поява Ґодзілли, сліди, залишені ним на піску, та коли головні герої втікають від Ґодзілли у тунель!
- Епізоди зі схожою на скелю істотою є відсиланням до фільму «Гамера: Захисник Всесвіту», теж знятого кінокомпанією Toho в 1995 році.
- Сцена загибелі Катагірі має сильну схожість з моментом смерті Сіньі Курати у фільмі «Гамера 3: Помста Іріс», що вийшов в Японії в березні 1999 року.
- Епізод, коли Орга обплутує Ґодзіллу щупальцями, дуже схожий на аналогічну сцену у фільмі «Ґодзілла проти Біолланте».

## Цікаві факти
- У фільмі «Битва титанів» 2010 року монстр Кракен нагадує Оргу з фільму «Ґодзілла 2000».